# Globo (historieta)

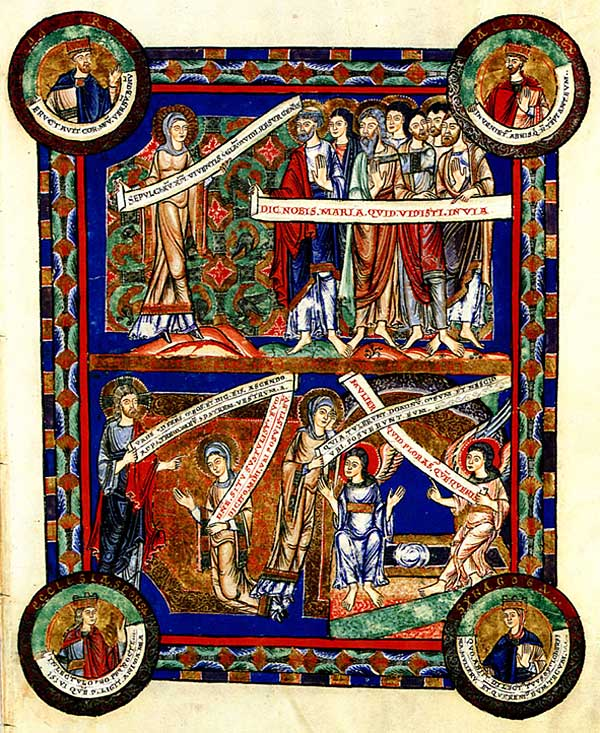
Página del Libro Evangeliario de Enrique el León (1188)

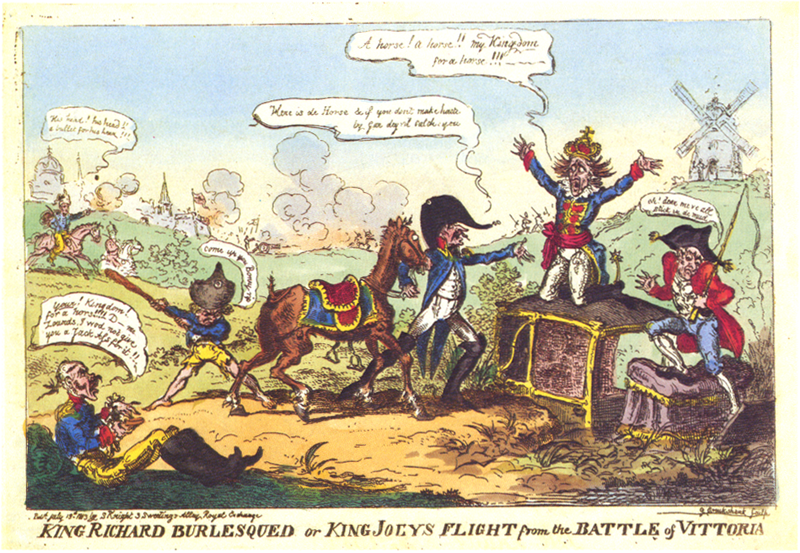
Caricatura que en el cómic de George Cruikshank de 1813, integra los diálogos en globos

El globo o bocadillo es una convención específica de historietas y caricaturas, destinada a integrar gráficamente el texto de los diálogos o el pensamiento de los personajes en la estructura icónica de la viñeta. Se trata de un indicador fonético con múltiples formas posibles, aunque predomina la del espacio ovalado (ordinariamente de color blanco) circundado por una línea, y que apunta a un personaje determinado, al cual se atribuye su contenido sonoro.
En Italia la historieta se denomina fumetto, precisamente en referencia al nombre del globo en italiano.

## Historia

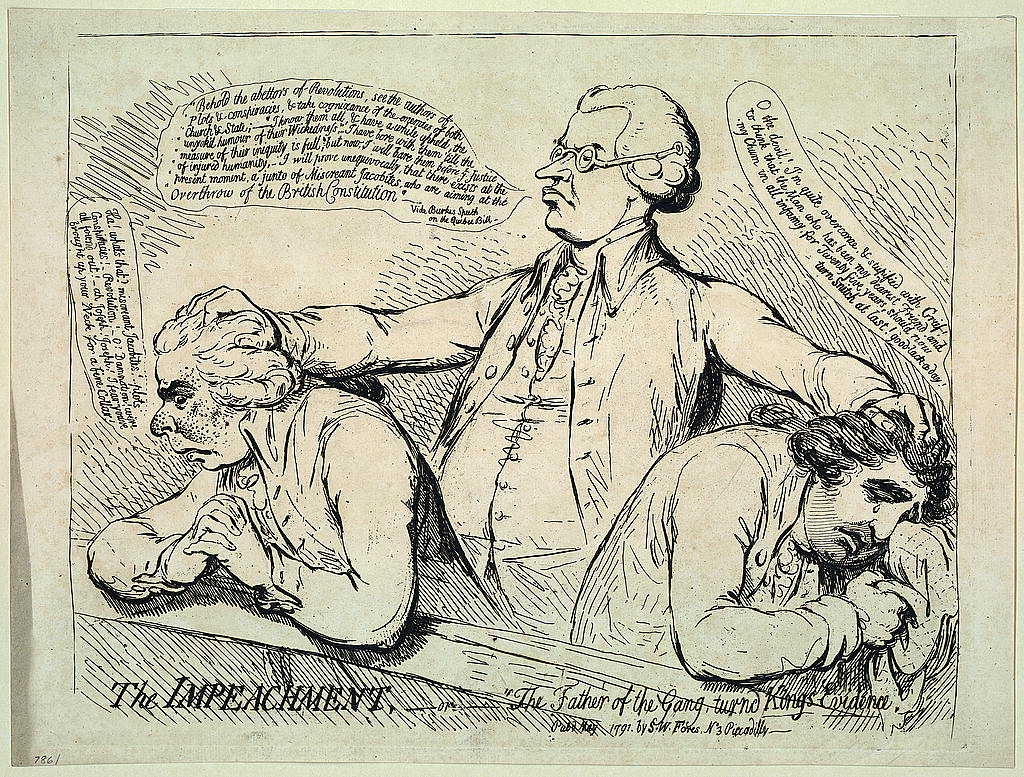
Ejemplo de utilización de filacterios en un grabado satírico de James Gillray, 1791.

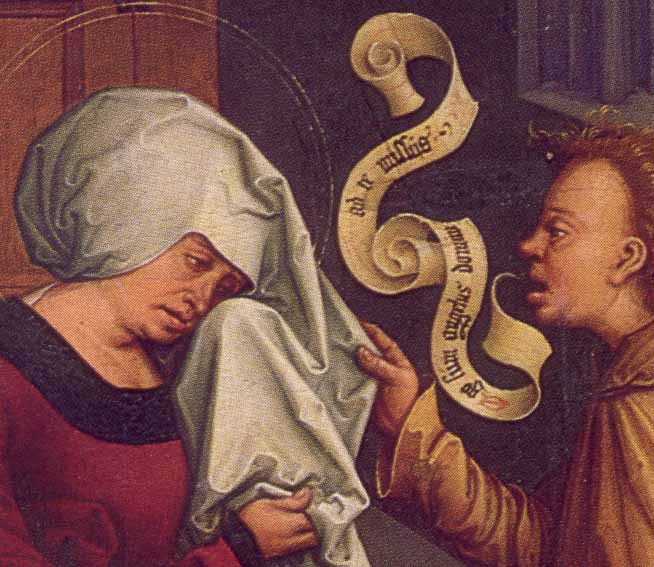
Desde el medievo la palabra fue ilustrada en cintas, en banderillas, en rodillos, o en hojas de papel.

Los globos tienen su antecedente en las filacterias (del griego «philakterion», ‘amuleto’), término que designaba a unas cintas que utilizaban los hebreos y que contenían textos de las Sagradas Escrituras, y posteriormente a las bandas incluidas en la pintura cristiana occidental que contenían textos.
Fueron los ilustradores y caricaturistas ingleses del siglo XVII quienes desarrollaron el uso del bocadillo, pero la primera serie de historietas que lo aplicó consistentemente fue Hogan's Alley (1895), protagonizada por El Chico Amarillo, de Outcault, de tal forma que hay teóricos, como los reunidos para la ocasión en Salón de Lucca (Italia), que sostienen que el 16 de febrero de 1896 fue la fecha del nacimiento del medio, porque la viñeta de ese día muestra un globo de diálogo mediante el cual un loro exclama: Sic em towser!, aunque en la serie nunca dejara de coexistir este recurso con otras formas de representar los diálogos, como las inscripciones en el camisón de su protagonista. Con todo, lo adoptado en esa reunión de teóricos está más que superado y discutido, y sostener que el medio nació con Outcault es un gran error (incluso Topffer llegó a usar estructuras similares a los globos de texto). 
En Europa, el uso de globos no se generalizaría hasta la belga Zig et Puce (1925) de Alain Saint-Ogan, mientras que en Japón habría que esperar hasta los años 30 con series como Speed Taro de Sako Shishido y Ogon Bat de Ichiro Suzaki/Takeo Nagamatsu.

## Elementos que lo conforman
En un globo, hay que distinguir entre contenido (mensaje que alberga, básicamente textual ya sea lingüístico o paralingüístico, como sería una onomatopeya) y continente (la forma exterior o silueta que presenta el bocadillo). 

### Contenido
- La rotulación. Es el tipo o fuente de letra empleada en el texto de un bocadillo. En principio, el rotulado del texto no es un simple ornamento, sino que posee también un carácter expresivo: dependiendo de la fuente, se transmiten sensaciones como miedo, tristeza, lloriqueo... El rotulado, por regla general, siempre ha sido un sistema artesanal realizado a mano, y sólo en ocasiones especiales se utilizaba un rotulado de imprenta. Sin embargo, los avances tecnológicos y la inclusión de ordenadores y programas de edición de imagen en el proceso de producción de un cómic hacen que hoy en día casi todos los procesos de rotulación se hagan por ordenador.

- La onomatopeya.

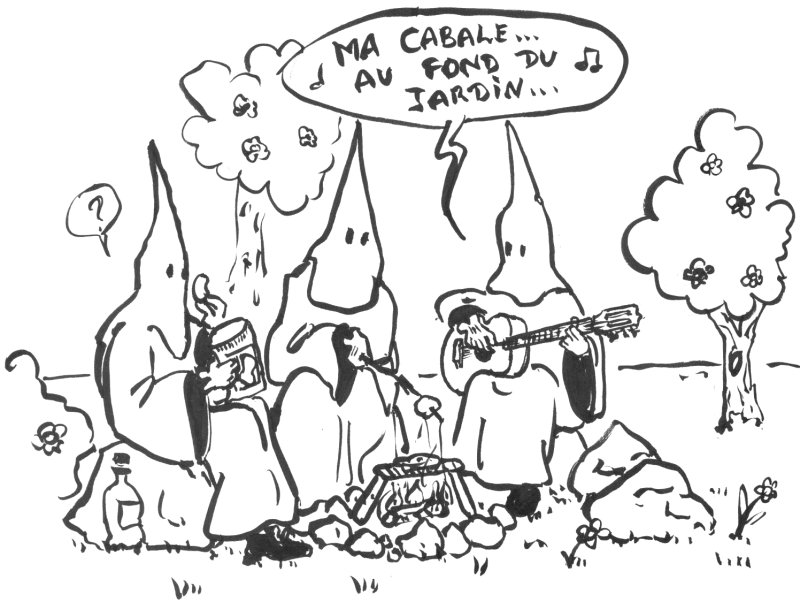
Las notas musicales representan una canción.

- Metáforas visuales. Convención gráfica específica de los cómics, sobre todo de los humorísticos. Consiste en la representación de un sentimiento, emoción o sonido de forma icónica, mediante un dibujo que nos remita a ese elemento. Las más conocidas son:
  - Bombilla encendida - idea genial.
  - Botella de veneno, cabeza de personaje con cuerpo de animal, calavera, rayo, culebra,  - insultos, improperios.
  - Corazón - amor, enamoramiento instantáneo.
  - Símbolo de dólar estadounidense - dinero, codicia.
  - Estrellas, pajaritos, planeta Saturno - golpe fuerte, conmoción.
  - Notas musicales - canción, música.
  - Serrucho cortando un leño de madera - sueño profundo.

### Continente

Los tres tipos de bocadillos más comunes, que respectivamente representan la palabra, el pensamiento, y el grito.

- Contorno. La forma exterior del bocadillo puede ser muy variada. Predominan los formatos raros, pero también los hay cuadrados, rectangulares, dentados... La elección de estas formas no es arbitraria, sino que obedece a la intencionalidad del autor: la forma contribuye a adjetivar de una manera u otra el contenido del bocadillo. Algunos ejemplos son:
  - Globo de dientes de sierra, o eléctrico - Indica "enfado", "exclamación" o que la voz procede de un aparato mecánico, ya sea un micrófono o un robot.
  - Globo que chorrea - Indica "frío" o "miedo", "terror".
  - Globo con línea temblorosa - Indica "pánico".
  - Globo que imita una nube - Indica "ensoñación", "sueño", "pensamiento".
  - Globo punteado o de línea discontinua - Indica "susurro", "voz baja".
  - Y muchos más...

- La cola o rabo. Dibujo de terminación del globo, que indica de quien procede. Como indica Oscar Masotta, este "varía si se trata de una reflexión del personaje, un pensamiento secreto (lenguaje interior), o si se trata de palabras dichas".[3] Si, por ejemplo, corresponde a un personaje que piensa algo sin llegar a decirlo, "el rabo indicador del bocadillo es sustituido por pequeños círculos en forma de burbujas".[4] Finalmente, el rabo puede no apuntar a un personaje, sino a un espacio fuera de la viñeta, con lo que equivaldría a la voz en off, acercándose a la cartela.

## Orden de lectura
Cuando en una misma viñeta aparecen dos o más globos, su orden de lectura es el mismo que el de las viñetas y por lo tanto está vinculado con el sistema de escritura, de tal manera que en Occidente se leerían normalmente de izquierda a derecha y de arriba abajo, mientras que en países con la escritura de derecha a izquierda (por ejemplo Japón) los globos se leen de derecha a izquierda y de arriba abajo. Como indica José María Parramón: 

"Este orden de prelación obliga normalmente a dibujar en el lado izquierdo al personaje que inicia el diálogo. En algunos casos, sin embargo, por exigencias de la viñeta, se altera el orden mencionado, recurriendo entonces a cruzar los rabos indicadores".